# Valencia Cinema
Ne doit pas être confondu avec Festival du film méditerranéen de Valence.
 (mai 2025).
Valencia Cinema (en espagnol) ou València Cinema (en catalan) est un collectif artistique de la ville de Valence (Espagne). Fondé en 1967 sous le nom de Studio SA, il devient au cours de la décennie suivante une référence du théâtre indépendant et de l'opposition au franquisme dans la ville.

## Histoire

### Les locaux
Les locaux de Valencia Cinema sont aménagés au rez-de-chaussée d'une ancienne maison d'hôtes du XIXe siècle. En 1920, l'espace est baptisé « València Cinema » et se fait une solide réputation en tant que salle de spectacle. Durant les années 1960, le bâtiment est utilisé comme gymnase et héberge diverses activités sportives. Le théâtre rouvre en 1972, avant d'être cédé deux ans plus tard à Studio SA,.
La salle renonce à toute programmation en 1991 à cause de l'état de délabrement des locaux, après que ses demandes d'aides auprès de la municipalité sont restées sans réponse.

### Le collectif
En 1967, un groupe d'étudiants et de jeunes professionnels, avec une participation importante de certains membres de la famille Noguera, symbole de la petite bourgeoisie libérale locale, fondent la société Studio SA, germe de ce qui deviendra quelques années plus tard le théâtre València Cinema, au 23 de la rue Quart,,. Dans les locaux du Studio — d'abord dans la rue Taquígraf Martí, puis au Valencia Cinema lui-même — se produisent Ovidi Montllor, Raimon et Maria del Mar Bonet, des groupes comme Els Joglars ou le Teatre Estable del País Valencià et même des jazzmen comme Tete Montoliu, Lou Bennett et Chet Baker.
Outre la musique et au théâtre, les activités de Studio SA s'étendent aux arts visuels et surtout au cinéma. En 1964, des concerts de jazz ont lieu à la Société chorale El Micalet et à l'auditorium de l'Institut allemand de Valence (en),. Cette activité est le signe d'un changement qui commence à Valence et est annonciatrice de l'effervescence qui marquera les derniers temps du franquisme et la transition démocratique dans la ville.